# Alisma × juzepczukii
Alisma × juzepczukii là một loài thực vật có hoa lai ghép trong họ Alismataceae. Loài này được Tzvelev mô tả khoa học đầu tiên năm 1979.